# アイスランドの湖
アイスランドの湖（アイスランドのみずうみ）では、アイスランドの湖について解説する（一部は面積または深度を示している）。
アイスランドには大小合わせておよそ70以上の湖があり、その中には同名のものもいくつかある。

面積が2.5 km²（1平方マイル）以下のような小さな湖については、信頼性の高いデータは少ない。
また、大きな湖についても、貯水池に取水されたり発電所で必要とされることから、年間または季節の間に大きさがかなり変化する。
なおアイスランド語の地名のカタカナ表記は原則的に「アイスランド地名小辞典」（浅井辰郎、森田貞夫著、1980）によったが、小字の「ハ」「ヘ」「ホ」などについては、ウィキペディア日本語版での他のアイスランド関連記事を参照しながら、長音での置き換えや省略を行っている。

## 大きい湖 (>10 km²)

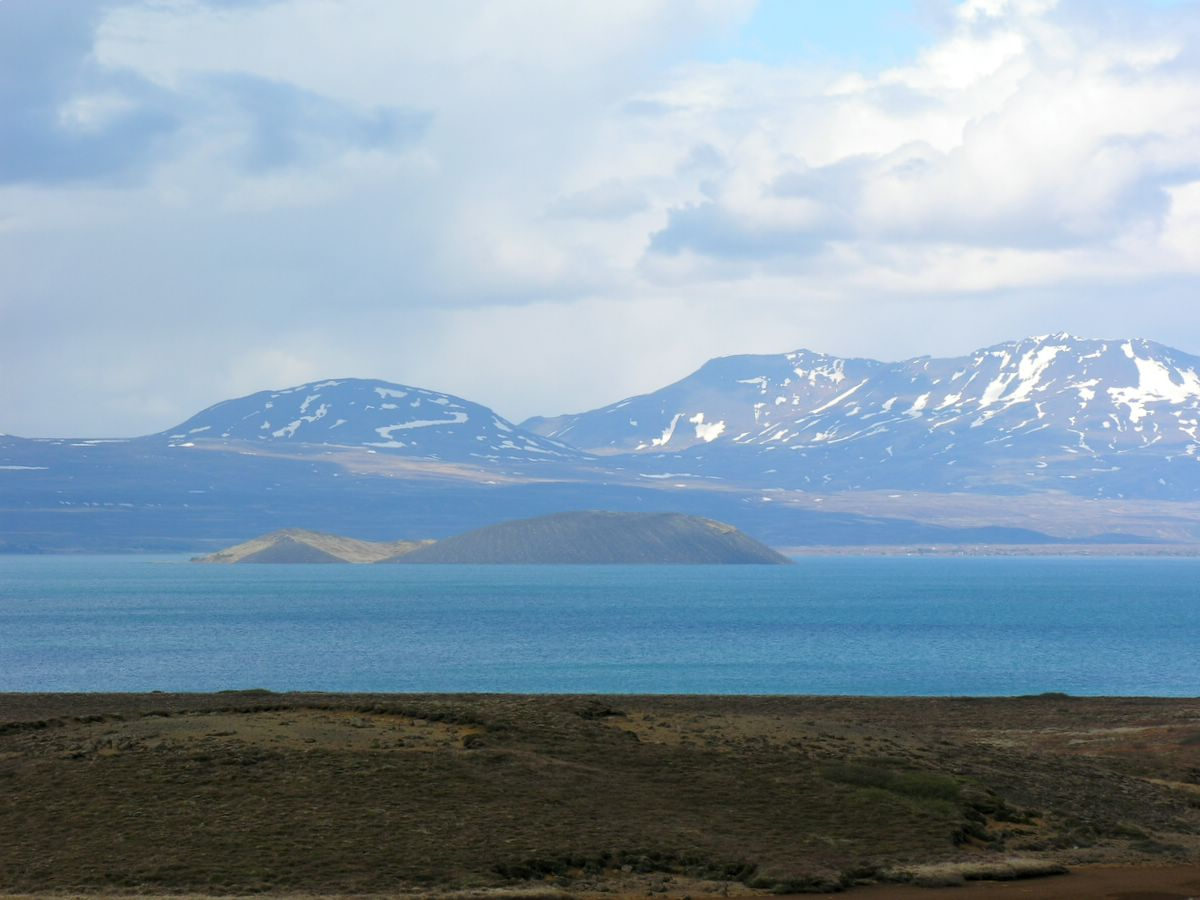
シンクヴァトラヴァトン湖。

- ソゥリスヴァトン湖 83-88 km²、113 m
- シンクヴァトラヴァトン湖 84 km²、114 m
- ハゥルスロゥン (Hálslón) 57 km²、200 m
- ブリョンドゥロゥン湖 57 km²、39 m
- ラーガルフリョゥト湖  (Lagarfljót、一名をログリン湖 Lögurinn) 53 km²、112 m
- ミーヴァトン湖 37 km²、4.5 m
- ホゥプ潟湖 29-44 km²（潮の満ち引きに従って変動）、8.5 m
- クヴィータゥルヴァトン湖 30 km²、84 m
- ラゥンギショゥル湖、26 km²、75 m
- クヴィースラヴァトン湖、20 km²
- スルタルタゥンガロゥン湖、19 km²
- ヨークルスアゥルロゥン湖、18 km²、190 m（1999年の推定値－氷河の溶解により、大きさと深さが増加している）
- グライナロゥン湖、18 km²
- スコルラダルスヴァトン湖、15 km²、48 m
- シゴルドゥロゥン湖（またはクロゥクスロゥン「Krókslón」という名でも知られる）、14 km²
- アパヴァトン湖、13-14 km²
- スヴィーナヴァトン湖、12 km²、39 m（同名の湖が三つある）
- オスキューヴァトン湖、11 km²、220 m（アイスランドの最も深い湖）
- ヴェストゥルホゥプスヴァトン (Vesturhópsvatn)、10 km²、28 m
- ホフザヴァトン (Höfðavatn)、10 km²、6 m
- グリムスヴォトン
- ベストヴァトン

## 小さい湖 (<10 km²)

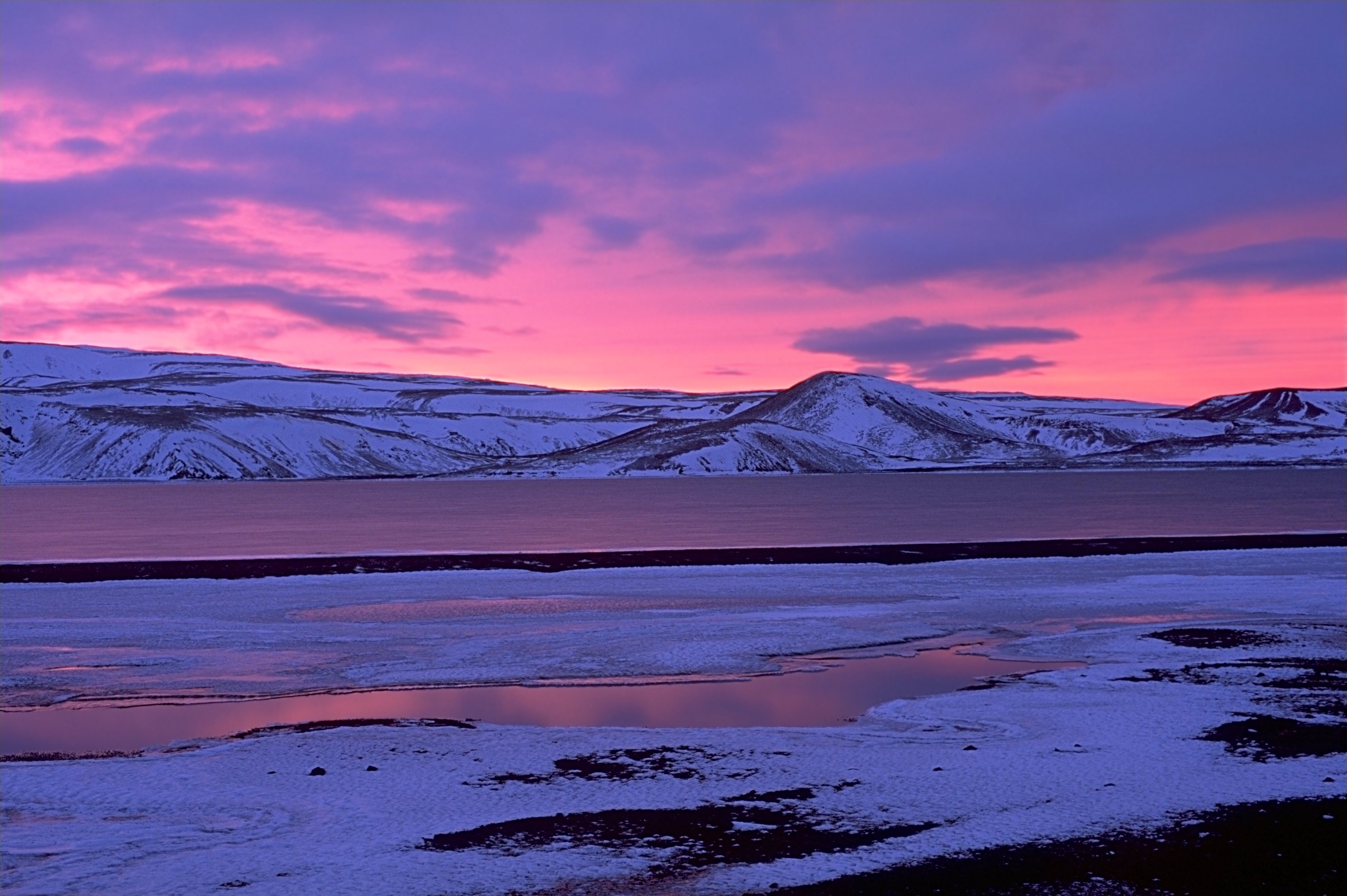
冬の朝のクレイヴァルヴァトン湖。

- リートリショゥル Litlisjór、9.2 km²、17 m
- クレイヴァルヴァトン湖 Kleifarvatn、9.0 km²、>90 m (気候的・地質学的変化に敏感であり、より小さく ― 2004年に再び回復しだしたが ― なった)
- ブレイザゥルロゥン Breiðárlón、8 km² ?
- レイザルヴァトン Reyðarvatn、8.3 km²
- ヒータルヴァトン Hítarvatn、7.6 km²、24 m
- ミクラヴァトン Miklavatn、7.4 km²
- ミクラヴァトン Miklavatn、6.6 km²、23 m ?
- Sigríðarstaðavatn、6.2 km²
- ラクサゥルヴァトン Laxárvatn、6.0 km²
- イースホゥルスヴァトン Íshólsvatn、5.2 km²、39 m
- ウルフリョゥスヴァトン Úlfljótsvatn、60 m
- ラゥンガヴァトン Langavatn、5.1 km²、36 m
- アゥナヴァトン Ánavatn、4.9 km²、24 m
- フリーザルヴァトン Hlíðarvatn、4.4 km²、21 m
- アルトナールヴァトン Arnarvatn hið stóra、4.3 km²
- スリーヒルトニングスヴァトン Þríhyrningsvatn、4.3 km²、33 m
- クヴァールヴァトン湖 Hvalvatn、4.1 km²、160-180 m
- マゥスヴァトン Másvatn、4.0 km²、17 m
- フィヤトルスアゥルロゥン Fjallsárlón、4.0 km² ?
- Skjálftavatn、4.0 km²、2.5 m
- スティプルヴァトン Stífluvatn、3.9 km²、23 m
- フリョゥタヴァトン Fljótavatn、3.9 km²
- ウルフスヴァトン Úlfsvatn、3.9 km²
- カウルフボルガルアゥルヴァトン Kálfborgarárvatn、3.5 km²
- ラゥンガヴァトン Langavatn、3.5 km²
- フロインハプナルヴァトン Hraunhafnarvatn、3.4 km²、3 m
- ホイカダールスヴァトン Haukadalsvatn、3.3 km²、41 m
- グライナヴァトン Grænavatn、3.3 km²、14 m
- Eskihlíðarvatn、3.3 km²、5 m
- リョゥサヴァトン Ljósavatn、3.2 km²、35 m
- Oddastaðavatn、3 km²、15 m
- サンドヴァトン Sandvatn、3.0 km²、4 m
- エルヴェスヴァトン Ölvesvatn、2.8 km²
- キーリンガヴァトン Kýlingavötn (Kýlingar)、2.5-3.0 km²（実際のところは、水が一固まりになっている2つの隣接している湖である）
- サンドヴァトン Sandvatn、2.6 km²
- Kvíslavatn nyrðra、2.6 km²
- フロインスフィヤルザルヴァトン Hraunsfjarðarvatn、2.5 km²、80 m
- Stóra-Viðarvatn、2.5 km²、20 m
- Oddastaðavatn、2.5 km²、18 m
- Ólafsfjarðarvatn、2.5 km²
- ヴェストマンスヴァトン (Vestmannsvatn)、2.4 km²、10 m
- フロスターザヴァトン Frostastaðavatn、2.3 km²、>6 m
- リイエータルヴァトン (Réttarvatn)、2.1 km²、2 m
- ロイガルヴァトン Laugarvatn、2.1 km²
- ミェザルフェットルヴァトン Meðalfellsvatn、2.0 km²、19 m
- エトリザヴァトン Elliðavatn、1.8 km²、7 m
- Baulárvallavatn、1.6 km²、47 m
- フレーザヴァトン Hreðavatn、1.1 km²、20 m
- Skyggnisvatn
- クヴィータヴァトン Hvítavatn
- チョルトニン湖 Tjörnin
- ロイザヴァトン (Rauðavatn)
- Nykurtjörn
- ミルカヴァトン (Myrkavatn)
- Bretavatn
- ケリズ Kerið、7-14 m
- ヴェイジヴォトン (Veiðivötn)
- ハーガヴァトン(Hagavatn)